# Cucumaria californica
Cucumaria californica är en sjögurkeart som beskrevs av Semper. Cucumaria californica ingår i släktet Cucumaria och familjen korvsjögurkor. Inga underarter finns listade i Catalogue of Life.